# 鹿陶洋江家聚落
鹿陶洋江家聚落，為台南市楠西區鹿陶洋江家的聚落建築群，是全臺最大的的閩南式大型傳統農村聚落，佔地3.5公頃，目前仍保存的相當完整。是電影總舖師的場景之一。江家祖先自清康熙60年（1721年）自福建遷移至鹿陶洋，傳承至今24代。雖然大多數族人已外移，還是有20餘戶仍居住於此，且仍保留宋江陣、祭祀、宗親會等傳統習俗。

## 建築特色
鹿陶洋江家聚落位置是祖先依風水觀念興建，東方有「後山」，在北面與南面有兩翼小丘，西面有平坦田地，其中有江家開基祖「阿泰公」之墓以及「小土地公廟」，是形制完整的聚落。建築格局為四進三院十三條護龍，約有136棟，聚落以鹿陶洋江家宗祠為中心發展，依照輩分、尊卑親疏的關係，建築排列整齊。
聚落規模大致確立於昭和5年（1930年），聚落內建築跨越不同年代，建築牆體以磚牆為主的約佔81％，其他為竹編牆、土埆厝、混凝土牆等。屋體架構以木構架為主佔61％，其他為竹構架、混凝土結構等。屋瓦以仰合瓦為主約佔67％。其他為水泥瓦、石綿瓦等。樓層數以一樓為主約佔98％。
竹管厝：以竹做為骨架，壁面則以竹編製，覆以混合粗糠與泥土的面層，最外層再抹上一層石灰。
土埆厝：據傳為1896年建造，僅部分屋瓦崩落。土埆厝以泥土、稻桿、稻穀、竹等自然素材為主要材料，優點為隔熱性強，冬暖夏涼，清爽舒適，缺點是怕水，如遇下雨積水會融化或脫落。
半月池：依風水所建，江家聚落面向西，宗祠西側為江家祖先依風水地理觀念興建的半月池，東面為鹿陶洋山。

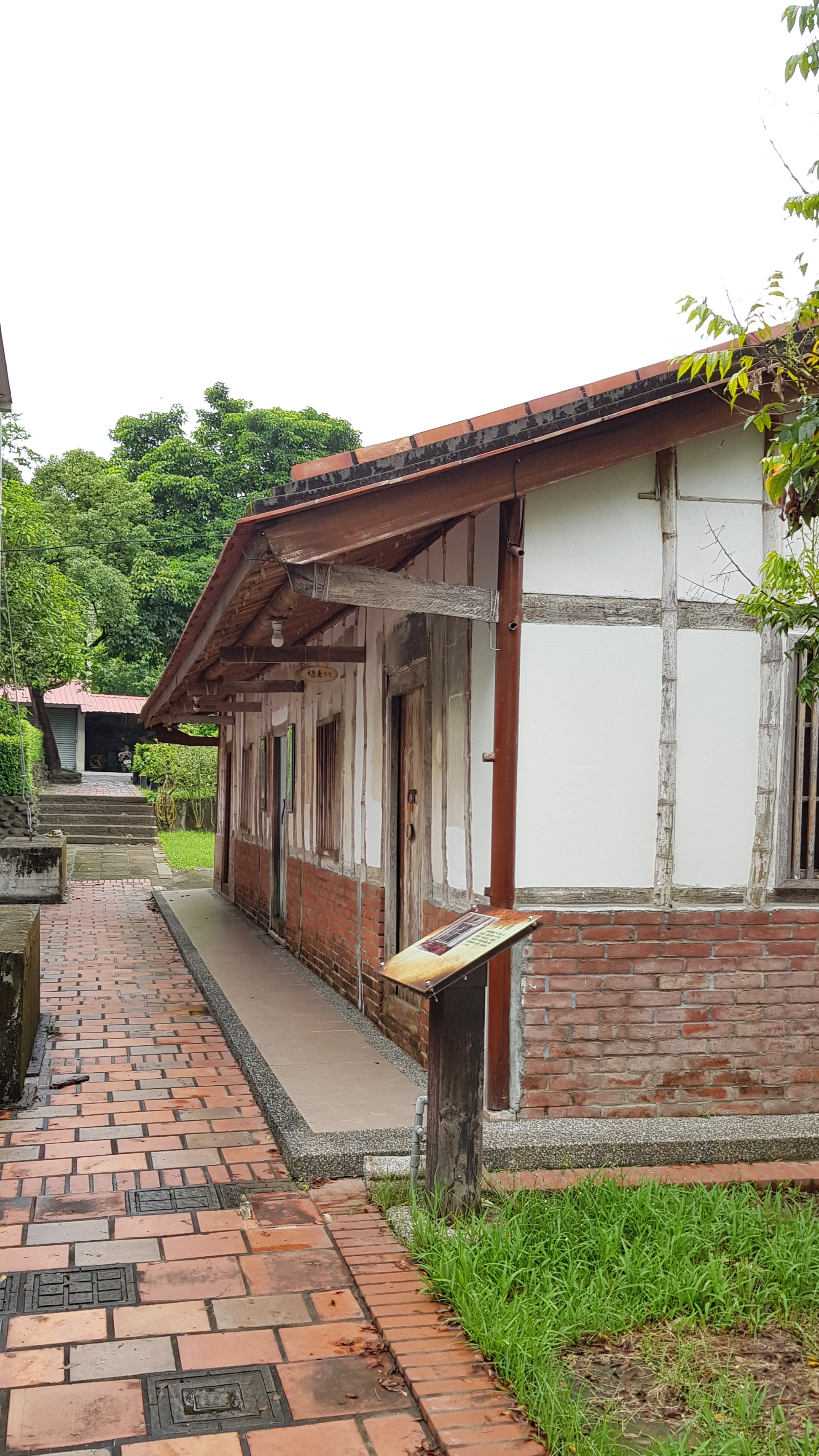
竹管厝
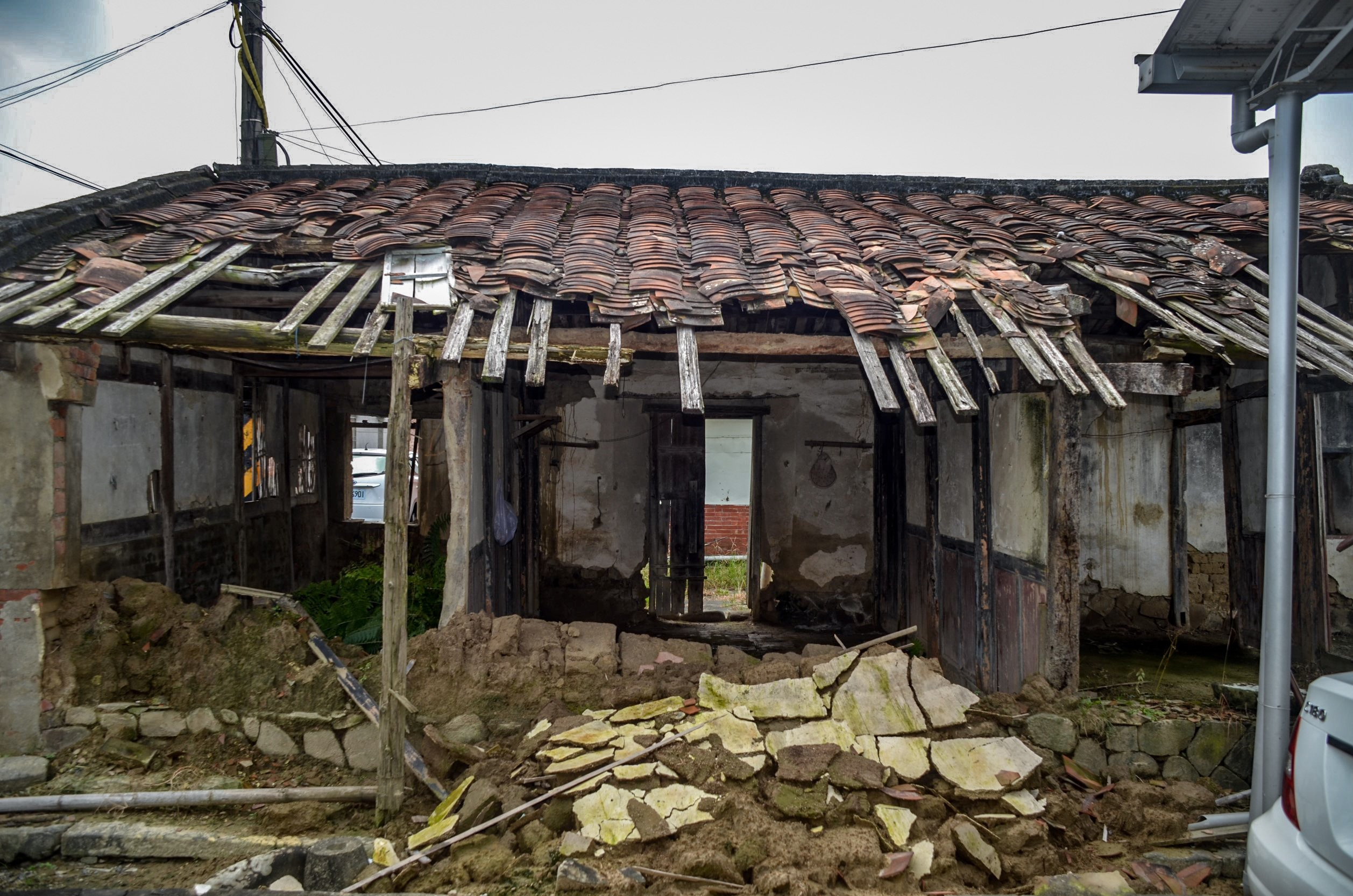
土埆厝
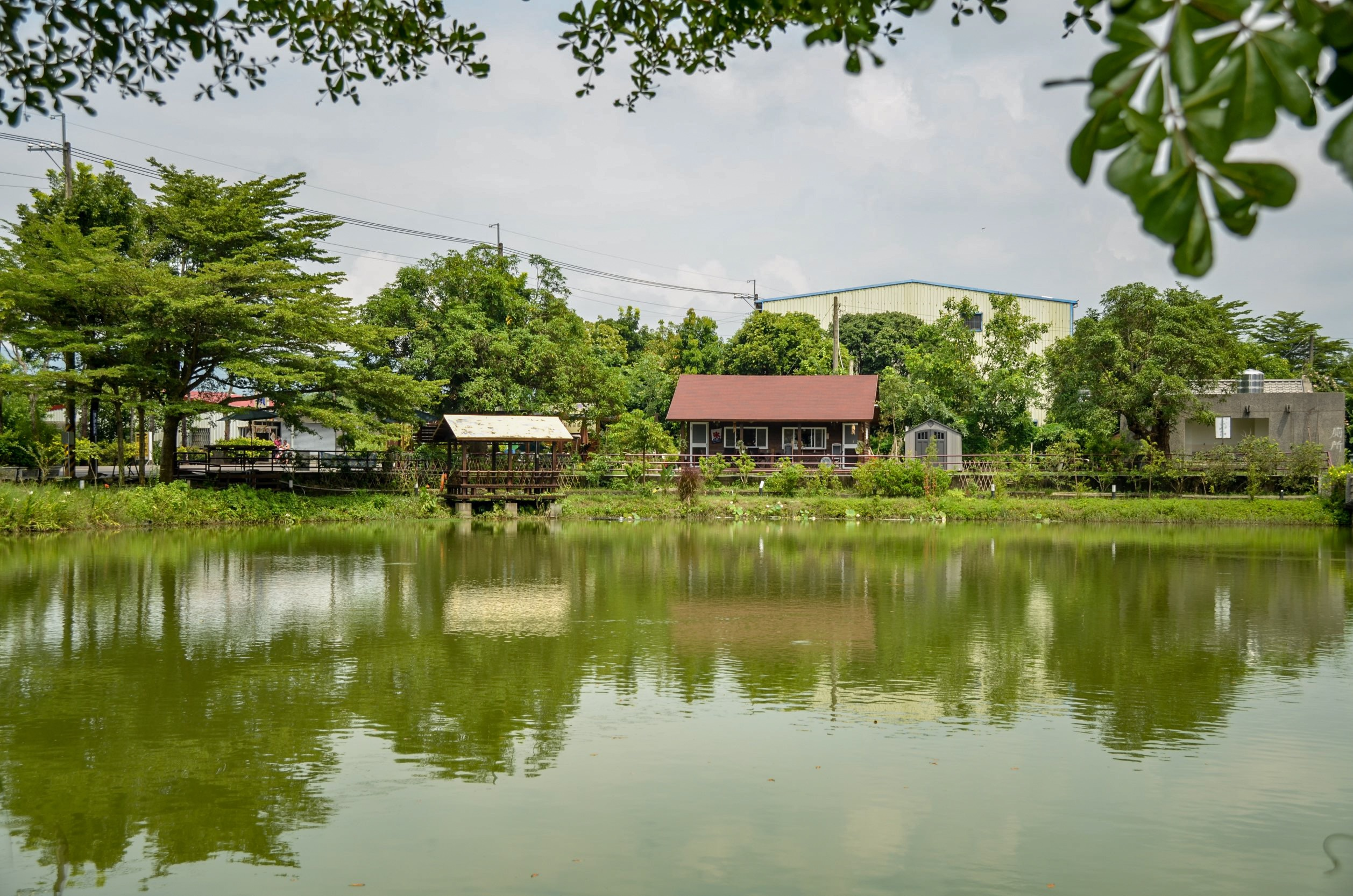
半月池

## 外部連結
- 鹿陶洋江家聚落 | 鹿陶洋江家聚落 （页面存档备份，存于）
- 鹿陶洋江家古厝 - 西拉雅國家風景區管理處（页面存档备份，存于）
- 鹿陶洋江家古厝 | 台南旅遊網 （页面存档备份，存于）